# “HA・JI・MA・RI”
『“HA・JI・MA・RI”』（はじまり）は、立花理佐の1枚目のミニアルバム、および4枚目のアルバム。1989年12月5日にアポロンミュージックから発売された。
デビュー以来在籍していた東芝EMIを離れ、移籍後初のアルバムとなる。

## 収録曲
※特記以外　作詞・作曲・編曲：黒石ひとみ
1. Do You Do You?（3分47秒）
2. セ・レ・モ・ニ・－（4分18秒）
作詞：真梨乃 生&黒石ひとみ
3. 微笑から始めたい（4分15秒）
OVA「戦国武将列伝 爆風童子ヒッサツマン」テーマ曲
4. 本気 〜Stay with me〜（3分58秒）
OVA「戦国武将列伝 爆風童子ヒッサツマン」テーマ曲
5. so your feel っていいんじゃない（4分34秒）
作詞：RISA
6. 不思議なDestiny（4分29秒）
OVA「白鳥麗子でございます!」テーマ曲

## 参加ミュージシャン
- E.Guitar：梶原順
- Violin：中西俊博
- Sax：本田雅人
- Chours：黒石ひとみ